# Авакян Фіруза Петросівна
Фіруза Петросівна Авакян (1921, село Ґіші, тепер Нагірний Карабах, Азербайджан — ?) — карабаський педагог, вчителька географії середньої школи села Ґіші Нагірно-Карабаської автономної області. Депутат Верховної ради СРСР 3-го скликання.

## Життєпис
Закінчила середню школу. У 1941 році закінчила дворічний вчительський інститут у місті Єревані.
У 1941—1943 роках — вчителька середньої школи села Тайчарух Нижньоахтинського району Вірменської РСР.
З 1943 року — вчителька географії середньої школи села Ґіші Нагірно-Карабаської автономної області. Брала активну участь у комсомольській та навчально-виховній роботі школи.
Подальша доля невідома.